# فرانك واتسون (لاعب دوري الرغبي)
فرانك واتسون (بالفرنسية: Frank Watson)‏ هو لاعب دوري الرغبي فرنسي، ولد في 6 يناير 1923 في هونسلت ‏ في المملكة المتحدة، وتوفي في 30 أغسطس 2016 في Morley, West Yorkshire ‏ في المملكة المتحدة.